# Bara Remec
Bara Remec (Liubliana, 12 de enero de 1910 - San Carlos de Bariloche, 1 de marzo de 1991) fue una importante pintora e ilustradora eslovena que se radicó en Argentina y participó en la memoria de la diáspora eslovena.

## Biografía
Bara Remec nació en Liubliana (actual capital de Eslovenia y entonces parte del Imperio austrohúngaro) el 12 de enero de 1910; sus padres fueron Bogumil Remec, un destacado intelectual esloveno; y Marija Debevec, escritora sobre cocina. Tuvo un hermano y tres hermanas.
Su habilidad para dibujar y pintar fue destacada desde niña por diversos artistas. Incluso, el pintor croata Vladimir Becić le recomendó que no se casara para poder dedicarse a su arte; algo que ella cumplió durante su vida. Estudió arte en la Academia de Artes de Zagreb, bajo la tutela de Iván Mestrovic, terminando los estudio en 1935. Durante algunos años permaneció en Zagreb ejerciendo la docencia. Al tiempo regreso a Liubliana realizó varias exposiciones colectivas y comenzó a trabajar como ilustradora en varias publicaciones de una editorial. Con el fin de la Segunda Guerra Mundial, abandonó su país natal, mudándose primero a Austria, donde estuvo en varios campos de refugiados como Vetrinj, Lienz y Peggez, y luego fue a Italia, viviendo en Trieste y Roma. En esta última ciudad estuvo trabajando como ilustradora.
En 1947 migra a la Argentina, donde tuvo dificultades para establecerse y conseguir trabajo. Con el tiempo, formó parte de la Acción Cultural Eslovena (SKA), integrándose a la sección de arte. Este grupo buscó reunir a artistas consagrados para promover la producción artística entre los eslovenos y apoyar la formación de artistas jóvenes.
Sus obras estuvieron compuestas principalmente cuadros (óleos de gran formato, acuarelas) y gráfica (dibujos, xilografías y linograbados) e incluso esculturas realizadas en cerámica. A lo largo del tiempo fue logrando exponer en varias galerías de arte de Buenos Aires; luego en otras ciudades como Mar del Plata, San Carlos de Bariloche, Tilcara, y San Martín de los Andes; y posteriormente en otros países, como Dinamarca, Estados Unidos y Canadá. También se dedicó a ilustrar, empleando diversas técnicas como xilografías, linograbados y dibujos a pluma y tinta, gran cantidad de libros editados en Argentina.
Luego de un tiempo viviendo en Buenos Aires buscó otros aires, viajando durante meses a lugares del interior de la Argentina, como las provincias de Salta, Tucumán y Jujuy, como en el sur del país, cerca de la ciudad de San Carlos de Bariloche. Allí se interiorizó en el mundo de las comunidades indígenas argentinas.
Con la independencia de Eslovenia acaecida en 1991 su obra pudo ser expuesta en su país en la Galería de la Ciudad de Liubliana, junto con la edición de un extenso catálogo con ensayos, una biografía y apéndices en color.
Bara Remec falleció el 1 de marzo de 1991 en San Carlos de Bariloche.